# Manfred Hiptmair
Manfred Hiptmair (ur. 24 grudnia 1965 w Schwanenstadt) – austriacki judoka. Olimpijczyk z Barcelony 1992, gdzie zajął dziewiąte miejsce w kategorii 60 kg. Siódmy na mistrzostwach świata w 1991 i na mistrzostwach Europy w 1991. Dziesięciokrotny medalista kraju; pierwszy w 1981, 1991 i 1993 roku. 
- Turniej w Barcelonie 1992

Wygrał z Kanem Lee ze Hongkongu, Vlado Paradžikiem z Bośni i Hercegowiny i Mahammadem Ali z Kuwejtu a przegrał z Józsefem Wágnerem z Węgier i w ćwierćfinale z Tadanori Koshino z Japonii.